# アセトサーマス
アセトサーマス (アケトテルムス、Acetothermus)は、 バクテロイデス門の細菌の一種。

## 語源
ラテン語のacetum（酢）＋古代ギリシア語のthermos (θερμός)（熱い）が由来。New Latin語におけるAcetothermusは、「酢酸を生産する好熱性微生物」というような意味をもつ。

## 種
アセトサーマス・パウシボランス (Acetothermus paucivorans)（1988年にデートリッヒらが発見）がある。この名前は、ラテン語のpaucus（少量）＋vorans（食べる）に由来する。